# Sigeberto II
Sigeberto (602 – 613) è stato un re franco della dinastia dei merovingi che, nel 613, per pochi mesi, regnò sull'Austrasia, sulla Burgundia e sull'Aquitania.

## Origine
Era il figlio maschio primogenito del re dei Franchi della Burgundia, Teodorico II [il figlio maschio secondogenito del re dei Franchi dell'Austrasia, Childeberto II e di Faileuba che il vescovo Gregorio di Tours (536 – 597), cita, senza però precisarne gli ascendenti] e di una sua concubina che il cronista del VII secolo Fredegario, cita, senza però precisarne né il nome né gli ascendenti

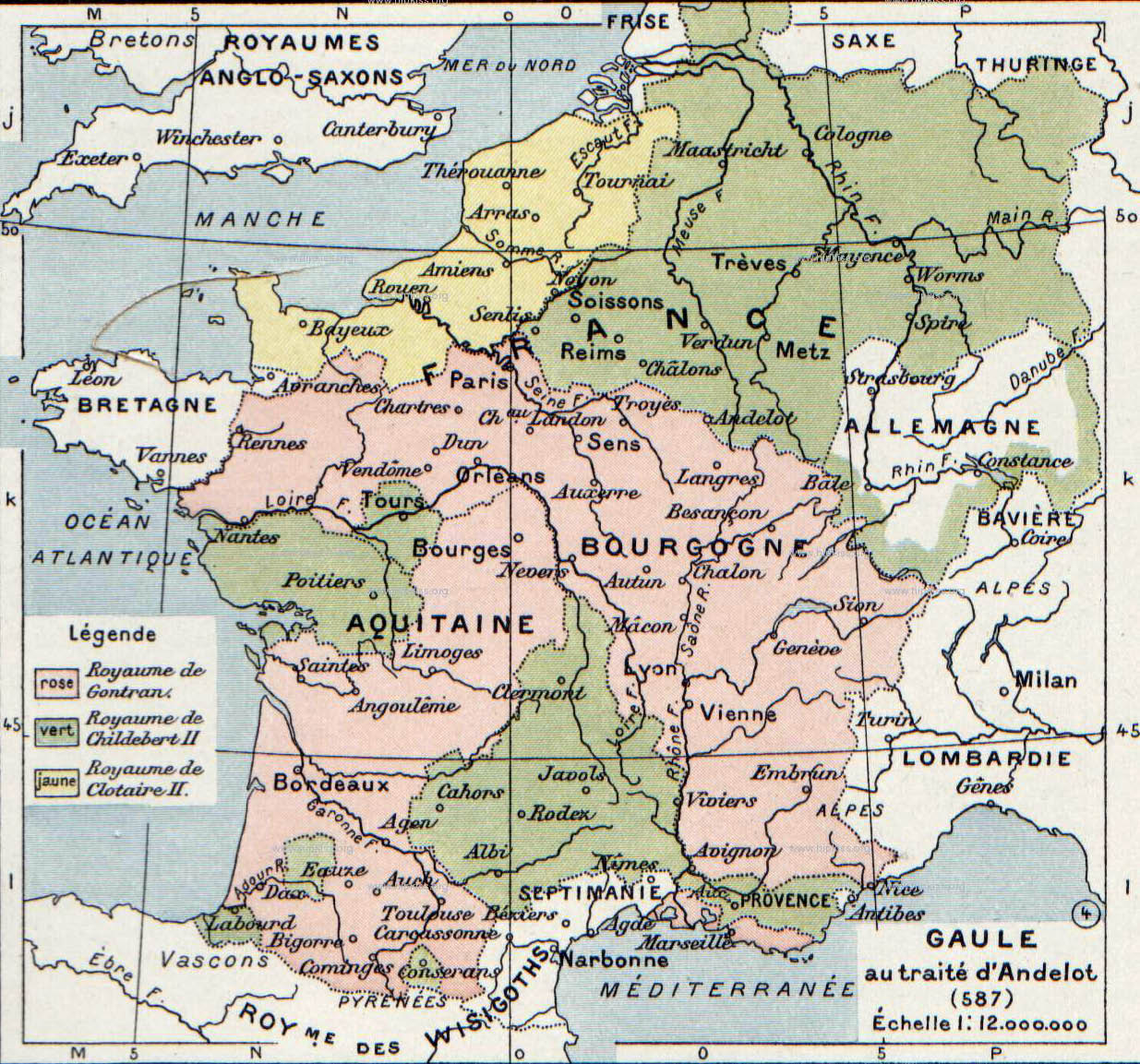
Il regno dei Franchi, nel 587. Nel 613, i regni di Austrasia (colorato in verde) e di Burgundia (colorato in rosa) furono ereditati da Sigeberto II.

## Biografia
La nascita di Sigeberto è ricordata nelle cronache di Fredegario, nell'anno 602.
Nel 612, suo padre sconfisse e fece giustiziare suo fratello, Teodeberto II, re dei Franchi d'Austrasia, riunendo così in un unico regno, Burgundia, Austrasia e Aquitania
Il padre, nel 613, lo fidanzò con Friburga, la figlia del duca degli Alemanni, Cunzo.
Alla morte del padre, sempre nel 613, mentre stava preparando l'esercito per attaccare, il re di Neustria, Clotario II, Sigeberto, contrariamente alle tradizioni dei Merovingi, che prevedevano la spartizione del regno tra tutti gli eredi maschi, per volere della nonna, la sua bisavola Brunechilde, ereditò i regni di Austrasia e Borgogna, che includevano anche l'Aquitania, sotto la tutela della stessa Brunechilde; l'esercito fece rientro immediatamente nelle proprie sedi.
Temendo l'autoritarismo di una nuova reggenza di Brunechilde, gli aristocratici e il clero austrasiani, guidati da Pipino di Landen e Arnolfo di Metz, congiurarono contro Sigeberto (e Brunechilde) facilitando l'entrata nel regno d'Austrasia a Clotario II di Neustria.
Sigeberto era affiancato alla guida dell'esercito burgundo dal maggiordomo di palazzo, Warnacario, che, temendo per la propria vita, cospirò con i maggiorenti Burgundi, per consegnare a Clotario, Brunechilde, Sigeberto ed i suoi fratelli.
Sigeberto II e Brunechilde tentarono di resistere e ordinarono agli eserciti di Austrasia e di Burgundia di avanzare. Lo scontro con le truppe di Clotario II avvenne sul fiume Aisne, ma per il comportamento degli austrasiani che non combatterono e, per il tradimento di Warnacario e la diserzione di molti ufficiali, anche i burgundi si ritirarono, Sigeberto, sconfitto, con pochi ufficiali tentò la fuga, verso il fiume Aire, ma venne catturato, coi fratelli Corbus e Meroveo, mentre il secondogenito Childeberto riuscì a sottrassi alla cattura. La nonna, Brunechilde aveva tentato di raggiungere Orbe, ma venne catturata sul lago di Neuchâtel. Sigeberto II, di circa undici anni, fu immediatamente ucciso, assieme al fratello, Corbus, di circa nove anni, mentre Meroveo fu graziato.
Clotario II divenne re di tutti i Franchi.
Non avendo effettivamente regnato, da alcuni storici non viene considerato re cosicché il figlio di Dagoberto I, Sigeberto III, viene indicato come Sigeberto II

## Ascendenza
|                |   |             | Genitori   |  |  | Nonni |  |  | Bisnonni    |  |  | Trisnonni  |  |
|                |   |             |            |  |  |       |  |  | Sigeberto I |  |  | Clotario I |  |
|                |   |             |            |  |  |       |  |  | Sigeberto I |  |  | Clotario I |  |
|                |   | Ingonda     |            |  |  |       |  |  | Sigeberto I |  |  |            |  |
| Childeberto II |   |             |            |  |  |       |  |  | Sigeberto I |  |  |            |  |
|                |   | Brunechilde | Atanagildo |  |  |       |  |  |             |  |  |            |  |
|                |   | Brunechilde | Atanagildo |  |  |       |  |  |             |  |  |            |  |
|                |   | Brunechilde | Gosvinta   |  |  |       |  |  |             |  |  |            |  |
| Teodorico II   |   | Brunechilde |            |  |  |       |  |  |             |  |  |            |  |
|                |   | …           | …          |  |  |       |  |  |             |  |  |            |  |
|                |   | …           | …          |  |  |       |  |  |             |  |  |            |  |
|                |   | …           | …          |  |  |       |  |  |             |  |  |            |  |
| Faileuba       |   | …           |            |  |  |       |  |  |             |  |  |            |  |
|                |   | …           | …          |  |  |       |  |  |             |  |  |            |  |
|                |   | …           | …          |  |  |       |  |  |             |  |  |            |  |
|                |   | …           | …          |  |  |       |  |  |             |  |  |            |  |
| Sigeberto II   |   | …           |            |  |  |       |  |  |             |  |  |            |  |
|                | … | …           |            |  |  |       |  |  |             |  |  |            |  |
|                | … | …           |            |  |  |       |  |  |             |  |  |            |  |
|                | … | …           |            |  |  |       |  |  |             |  |  |            |  |
| …              | … |             |            |  |  |       |  |  |             |  |  |            |  |
|                |   | …           | …          |  |  |       |  |  |             |  |  |            |  |
|                |   | …           | …          |  |  |       |  |  |             |  |  |            |  |
|                |   | …           | …          |  |  |       |  |  |             |  |  |            |  |
| …              |   | …           |            |  |  |       |  |  |             |  |  |            |  |
|                |   | …           | …          |  |  |       |  |  |             |  |  |            |  |
|                |   | …           | …          |  |  |       |  |  |             |  |  |            |  |
|                |   | …           | …          |  |  |       |  |  |             |  |  |            |  |
| …              |   | …           |            |  |  |       |  |  |             |  |  |            |  |
|                |   | …           | …          |  |  |       |  |  |             |  |  |            |  |
|                |   | …           | …          |  |  |       |  |  |             |  |  |            |  |
|                |   | …           | …          |  |  |       |  |  |             |  |  |            |  |
|                |   | …           |            |  |  |       |  |  |             |  |  |            |  |

### Fonti primarie
- (LA)  Gregorio di Tours, Historia Francorum Testo disponibile su Wikisource.
- (LA)  Fredegario, FREDEGARII SCHOLASTICI CHRONICUM CUM SUIS CONTINUATORIBUS, SIVE APPENDIX AD SANCTI GREGORII EPISCOPI TURONENSIS HISTORIAM FRANCORUM.

### Letteratura storiografica
- Christian Pfister, La Gallia sotto i Franchi merovingi. Vicende storiche, in Storia del mondo medievale - Vol. I, Cambridge, Cambridge University Press, 1978,  pp. 688-711.